# شون كوفي
شون كوفي (بالإنجليزية: Sean Coffey)‏ هو ضابط أمريكي، ولد في 1956.